# Mare de Déu del Puig del Ram
Mare de Déu del Puig del Ram és una església de Veciana (Anoia) inclosa a l'Inventari del Patrimoni Arquitectònic de Catalunya.

## Descripció
Edifici de planta rectangular. D'una sola nau. A l'interior pren la forma de planta de creu grega i té un cimbori i un cambril per la Verge. A sobre de l'entrada hi ha un petit cor. A l'exterior, en la façana, destaca la llinda i els brancals de la porta on hi ha la inscripció de 1786. Té un petit campanar d'espadanya. La teulada és a dos vessants i s'aixeca en el centre un cos, també a dos vessants, que darrerament ha estat reformat i que acull la cúpula.

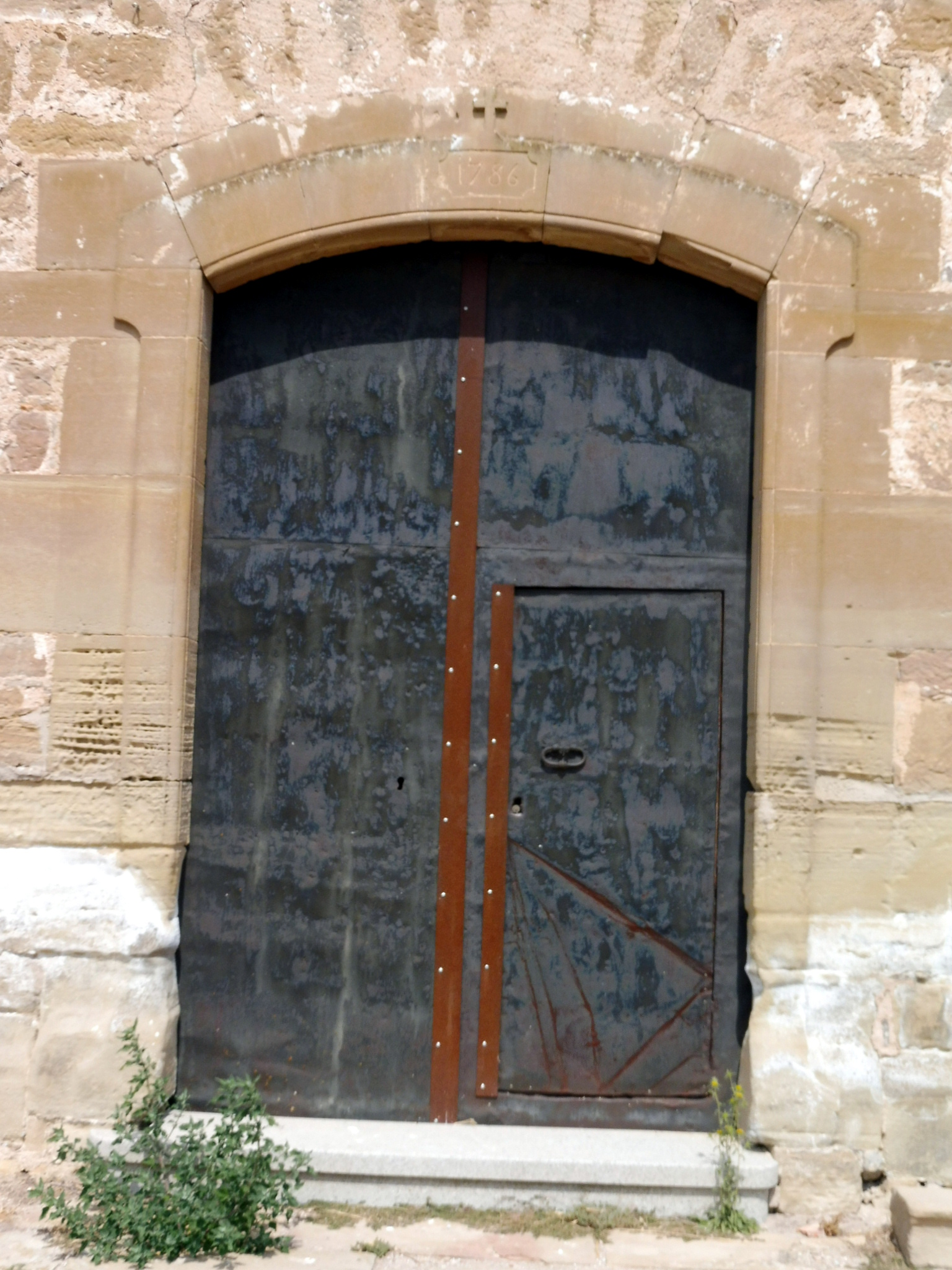
Portada

La imatge de Nostra Senyora del Puig del Ram és una talla en marbre blanc, d'uns 30 cm d'alçada, policromada. Representa la imatge de Maria entronitzada i coronada, amb el nen Jesús assegut als genolls.Té uns Goigs antics dedicats, del 1794, i uns de més nous escrits i musicats per Valentí Miserachs l'any 2014.

## Història
Formava part de la baronia de Segur. Era sufragània de Sta. Maria de Segur. Va ser cedit junt amb aquesta i d'altres sufragànies al monestir de l'Estany l'any 1157. El 1786 va ser reedificada i dotada pels barons de Segur amb terres i alous. Tingué una capella de l'Esperit Sant amb un benefici fundat pel baró Ramon de Calders l'any 1640.